# Chemikal Underground
Chemikal Underground est le nom d'un label musical indépendant écossais fondé à Glasgow en 1994 par le groupe The Delgados.
Le label a notamment édité les albums des groupes Mogwai et Arab Strap.

## Artistes du catalogue
- Adrian Crowley
- Aereogramme
- Aidan Moffat
- Aloha Hawaii
- Angil and the Hidden Tracks
- Arab Strap
- Bis
- Cha Cha Cohen
- Conquering Animal Sound
- De Rosa
- Emma Pollock
- FOUND
- Fruit Tree Foundation
- Holy Mountain
- Human Don't Be Angry
- King's Daughters & Sons
- Loch Lomond
- Lord Cut-Glass
- Magoo
- Malcolm Middleton
- Miaoux Miaoux
- Mogwai
- Mother and the Addicts
- Mount Wilson Repeater
- Panico
- Rick Redbeard
- RM Hubbert
- Roky Erikson
- Sister Vanilla
- Sluts of Trust
- Suckle
- The Delgados
- The Phantom Band
- The Radar Brothers
- The Unwinding Hours
- Zoey Van Goey